# Calicha retrahens
Calicha retrahens là một loài bướm đêm trong họ Geometridae.